# Körle

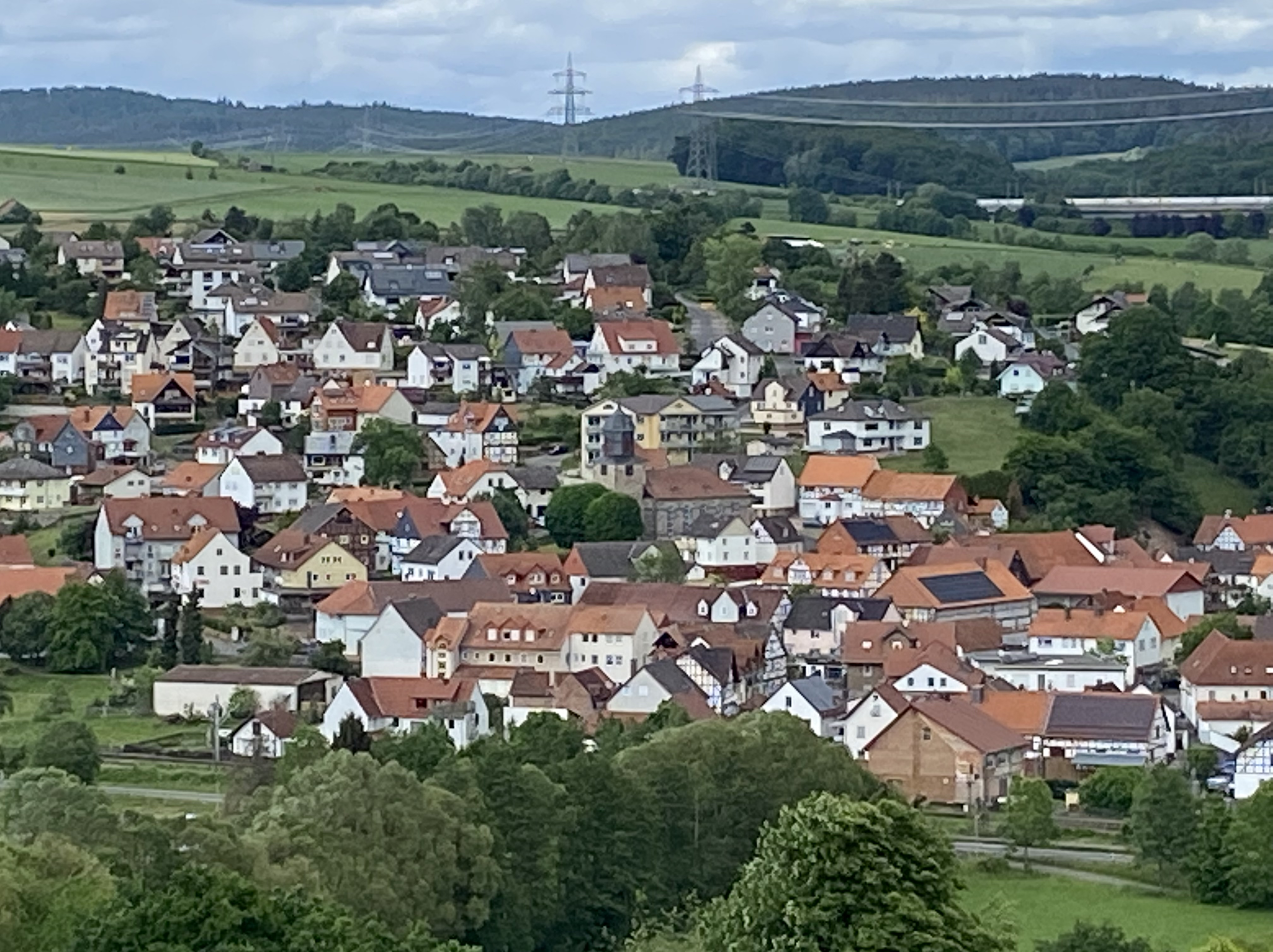
Blick über das Fuldatal bei Körle

Körle ist eine Gemeinde im nordhessischen Schwalm-Eder-Kreis. Sie besteht aus den vier Ortsteilen Empfershausen, Körle, Lobenhausen und Wagenfurth.

## Geographie
Die Gemeinde Körle liegt rund 16 km (Luftlinie) südlich der Innenstadt von Kassel am Südwestrand der Söhre. Ihr gleichnamiger Kernort befindet sich an der Mündung der Trockenen Mülmisch in den Weser-Quellfluss Fulda, in die bei Körle auch der kleine Hainsgraben und etwas oberhalb und damit südöstlich von Körle die Mülmisch mündet.
Körle grenzt im Westen und Norden an die Gemeinde Guxhagen (Schwalm-Eder-Kreis), im Osten an die Gemeinde Söhrewald (Landkreis Kassel), sowie im Süden an die Städte Melsungen und Felsberg (beide im Schwalm-Eder-Kreis).

## Geschichte
Körle wurde erstmals im Jahre 1074 in einer Schenkungsurkunde des Klosters Fulda urkundlich erwähnt. Folgende Schreibweisen des Ortsnamens sind aus den darauf folgenden Jahrhunderten überliefert: 1074 Chrulle, 1172 Kurle, 1299 Corle, 1391 Kirle; zudem 1787 Cörla und 1830 Koerle.
Körle hatte bis ca. 1620 einen eigenen Gerichtsbezirk. Erst durch Erweiterung des Melsunger Gerichtsbezirks fiel dies weg.

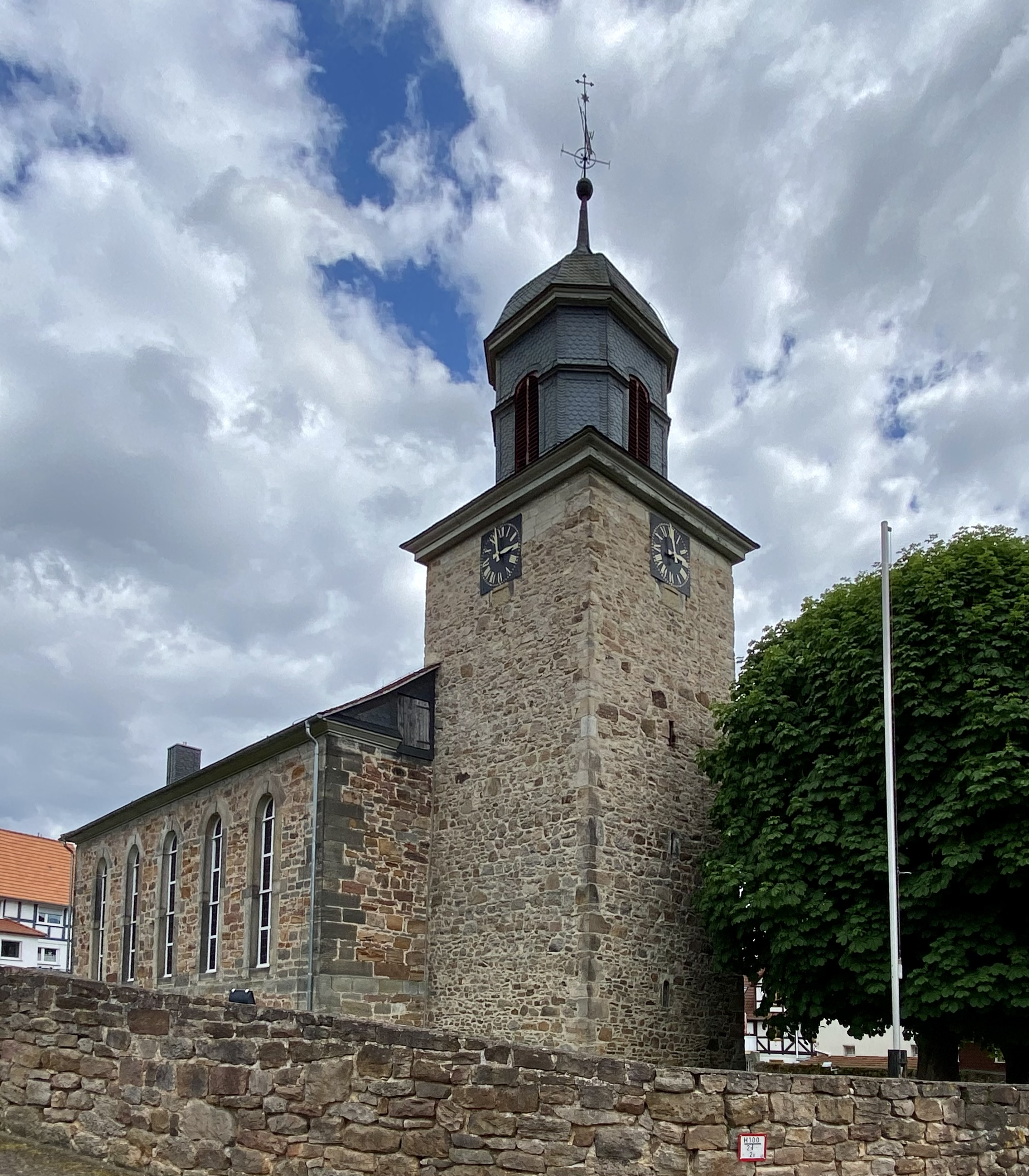
Evangelische Kirche Körle

Die heutige Hauptstraße, die Nürnberger Straße, diente im 15./16. Jahrhundert als Postverbindung zwischen Kassel und Regensburg, sie wurde deshalb zeitweise auch Poststraße genannt.
Am 15. Juli 1892 erhielt Körle Anschluss an die Eisenbahn durch Einrichtung eines Haltepunkts an der Strecke Kassel–Bebra.
Im Jahr 1906 erhielt Körle eine Wasserleitung, und 1920 erfolgte die Elektrifizierung durch Anschluss an die „Überlandzentrale Edertalsperre“.
Durch die Initiative des damaligen Bürgermeisters baute im Jahr 1912 – nach langwierigen Verhandlungen – die Reichsbahn in Körle einen großen Güterbahnhof. Daraufhin siedelte sich ein Basaltwerk an und entwickelte sich zu einem wichtigen Arbeitgeber für die Region. Im Steinbruch Ölberg waren in den Jahren 1933/34 etwa 250 Arbeiter beschäftigt. Über Jahrzehnte war der Güterbahnhof auch ein Umschlagplatz für Holz aus dem Söhrewald und dem Riedforst. Am Güterbahnhof siedelte sich ein großes Holzwerk an, das allerdings schon bald nach dem Zweiten Weltkrieg wieder geschlossen wurde.
Die Gemeinde entstand in ihrer heutigen Form am 1. Februar 1971 im Zuge der Gebietsreform in Hessen durch die freiwillige Eingliederung der bisher selbstständigen Gemeinden Empfershausen, Lobenhausen und Wagenfurth. nach Körle. Am 1. Januar 1974 wechselte Körle vom Landkreis Melsungen in den neugebildeten Schwalm-Eder-Kreis. Für die drei Ortsteile wurden Ortsbezirke mit Ortsbeirat und Ortsvorsteher nach der Hessischen Gemeindeordnung gebildet.
Im Jahr 2003 wurde der Körler Edelapfel als "Hessische Lokalsorte des Jahres" durch die Landesgruppe Hessen des Pomologen-Vereins e. V. benannt. Es soll auf alte, erhaltenswerte Obstsorten in Hessen aufmerksam gemacht werden. Dabei werden jedes Jahr entsprechende Aktionen und Öffentlichkeitsarbeit durchgeführt, wie Pflegemaßnahmen an Altbäumen, Reisergewinnung und Abgabe an Baumschulen, Pflanzaktionen sowie Vorträge und Ausstellungen.
Körle und die Ortsteile wurden ab 2011 mit VDSL erschlossen.

## Bevölkerung

### Einwohnerstruktur 2011
Nach den Erhebungen des Zensus 2011 lebten am Stichtag, dem 9. Mai 2011, in Körle 2943 Einwohner. Darunter waren 44 (1,5 %) Ausländer, von denen 44 aus dem EU-Ausland, 25 aus anderen europäischen Ländern und 13 aus anderen Staaten kamen. Bis zum Jahr 2020 erhöhte sich die Ausländerquote auf 3,4 %. Nach dem Lebensalter waren 523 Einwohner unter 18 Jahren, 1199 zwischen 18 und 49, 626 zwischen 50 und 64 und 594 Einwohner waren älter. Die Einwohner lebten in 1249 Haushalten. Davon waren 294 Singlehaushalte, 390 Paare ohne Kinder und 436 Paare mit Kindern, sowie 108 Alleinerziehende und 21 Wohngemeinschaften. In 269 Haushalten lebten ausschließlich Senioren und in 816 Haushaltungen lebten keine Senioren.

### Einwohnerentwicklung
Quelle: Historisches Ortslexikon
- 1585: 44 Haushaltungen
- 1747: 58 Haushaltungen

| Körle: Einwohnerzahlen von 1834 bis 2020 | Körle: Einwohnerzahlen von 1834 bis 2020 | Körle: Einwohnerzahlen von 1834 bis 2020 | Körle: Einwohnerzahlen von 1834 bis 2020 | Körle: Einwohnerzahlen von 1834 bis 2020 |
| --- | ---------------------------------------- | ---------------------------------------- | ---------------------------------------- | ---------------------------------------- |
| Jahr |                                          |                                          |                                          | Einwohner                                |
| 1834 | 1834                                     |                                          | 545                                      | 545                                      |
| 1840 | 1840                                     |                                          | 538                                      | 538                                      |
| 1846 | 1846                                     |                                          | 566                                      | 566                                      |
| 1852 | 1852                                     |                                          | 589                                      | 589                                      |
| 1858 | 1858                                     |                                          | 568                                      | 568                                      |
| 1864 | 1864                                     |                                          | 595                                      | 595                                      |
| 1871 | 1871                                     |                                          | 576                                      | 576                                      |
| 1875 | 1875                                     |                                          | 582                                      | 582                                      |
| 1885 | 1885                                     |                                          | 638                                      | 638                                      |
| 1895 | 1895                                     |                                          | 619                                      | 619                                      |
| 1905 | 1905                                     |                                          | 692                                      | 692                                      |
| 1910 | 1910                                     |                                          | 742                                      | 742                                      |
| 1925 | 1925                                     |                                          | 907                                      | 907                                      |
| 1939 | 1939                                     |                                          | 1.034                                    | 1.034                                    |
| 1946 | 1946                                     |                                          | 1.643                                    | 1.643                                    |
| 1950 | 1950                                     |                                          | 1.670                                    | 1.670                                    |
| 1956 | 1956                                     |                                          | 1.476                                    | 1.476                                    |
| 1961 | 1961                                     |                                          | 1.444                                    | 1.444                                    |
| 1967 | 1967                                     |                                          | 1.617                                    | 1.617                                    |
| 1973 | 1973                                     |                                          | 2.289                                    | 2.289                                    |
| 1975 | 1975                                     |                                          | 2.314                                    | 2.314                                    |
| 1980 | 1980                                     |                                          | 2.494                                    | 2.494                                    |
| 1985 | 1985                                     |                                          | 2.540                                    | 2.540                                    |
| 1990 | 1990                                     |                                          | 2.585                                    | 2.585                                    |
| 1995 | 1995                                     |                                          | 2.914                                    | 2.914                                    |
| 2000 | 2000                                     |                                          | 2.883                                    | 2.883                                    |
| 2005 | 2005                                     |                                          | 2.950                                    | 2.950                                    |
| 2010 | 2010                                     |                                          | 2.873                                    | 2.873                                    |
| 2011 | 2011                                     |                                          | 2.943                                    | 2.943                                    |
| 2015 | 2015                                     |                                          | 2.911                                    | 2.911                                    |
| 2020 | 2020                                     |                                          | 3.022                                    | 3.022                                    |
| Datenquelle: Historisches Gemeindeverzeichnis für Hessen: Die Bevölkerung der Gemeinden 1834 bis 1967. Wiesbaden: Hessisches Statistisches Landesamt, 1968. Weitere Quellen: Hessisches Statistisches Informationssystem; Zensus 2011 Nach 1970 einschließlich der im Zuge der Gebietsreform in Hessen eingegliederten Orte. |                                          |                                          |                                          |                                          |

### Religionszugehörigkeit
Quelle: Historisches Ortslexikon
| • 1885: | 638 evangelische (= 100 %) Einwohner                                                       |
| • 1961: | 1232 evangelische (= 95,32 %), 191 katholische (= 13,23 %) Einwohner                       |
| • 1987: | 2079 evangelische (= 82,0 %), 282 katholische (= 11,1 %), 123 sonstige (= 4,9 %) Einwohner |
| • 2011: | 1969 evangelische (= 66,9 %), 240 katholische (= 8,2 %), 734 sonstige (= 24,9 %) Einwohner |

## Politik

### Gemeindevertretung
Die Kommunalwahl am 14. März 2021 lieferte folgendes Ergebnis, in Vergleich gesetzt zu früheren Kommunalwahlen:
| Gemeindevertretung – Kommunalwahlen 2021                                                       | Gemeindevertretung – Kommunalwahlen 2021           |
| ---------------------------------------------------------------------------------------------- | -------------------------------------------------- |
| Stimmenanteil in %Wahlbeteiligung 63,3 % 706050403020100 60,1 (−1,9)39,9 (+1,9) SPDCDU20162021 | SitzverteilungInsgesamt 15 Sitze - SPD: 9 - CDU: 6 |

| Parteien und Wählergemeinschaften | Parteien und Wählergemeinschaften           | % 2021 | Sitze 2021 | % 2016 | Sitze 2016 | % 2011 | Sitze 2011 | % 2006 | Sitze 2006 | % 2001 | Sitze 2001 |
| --------------------------------- | ------------------------------------------- | ------ | ---------- | ------ | ---------- | ------ | ---------- | ------ | ---------- | ------ | ---------- |
| SPD                               | Sozialdemokratische Partei Deutschlands     | 60,1   | 9          | 62,0   | 9          | 69,5   | 10         | 66,5   | 10         | 64,5   | 10         |
| CDU                               | Christlich Demokratische Union Deutschlands | 39,9   | 6          | 38,0   | 6          | 30,5   | 5          | 33,5   | 5          | 28,8   | 4          |
| FDP                               | Freie Demokratische Partei                  | —      | —          | —      | —          | —      | —          | —      | —          | 6,8    | 1          |
| Gesamt                            | Gesamt                                      | 100,0  | 15         | 100,0  | 15         | 100,0  | 15         | 100,0  | 15         | 100,0  | 15         |
| Wahlbeteiligung in %              | Wahlbeteiligung in %                        | 63,3   | 63,3       | 60,2   | 60,2       | 57,7   | 57,7       | 55,4   | 55,4       | 55,4   | 55,4       |

### Bürgermeister

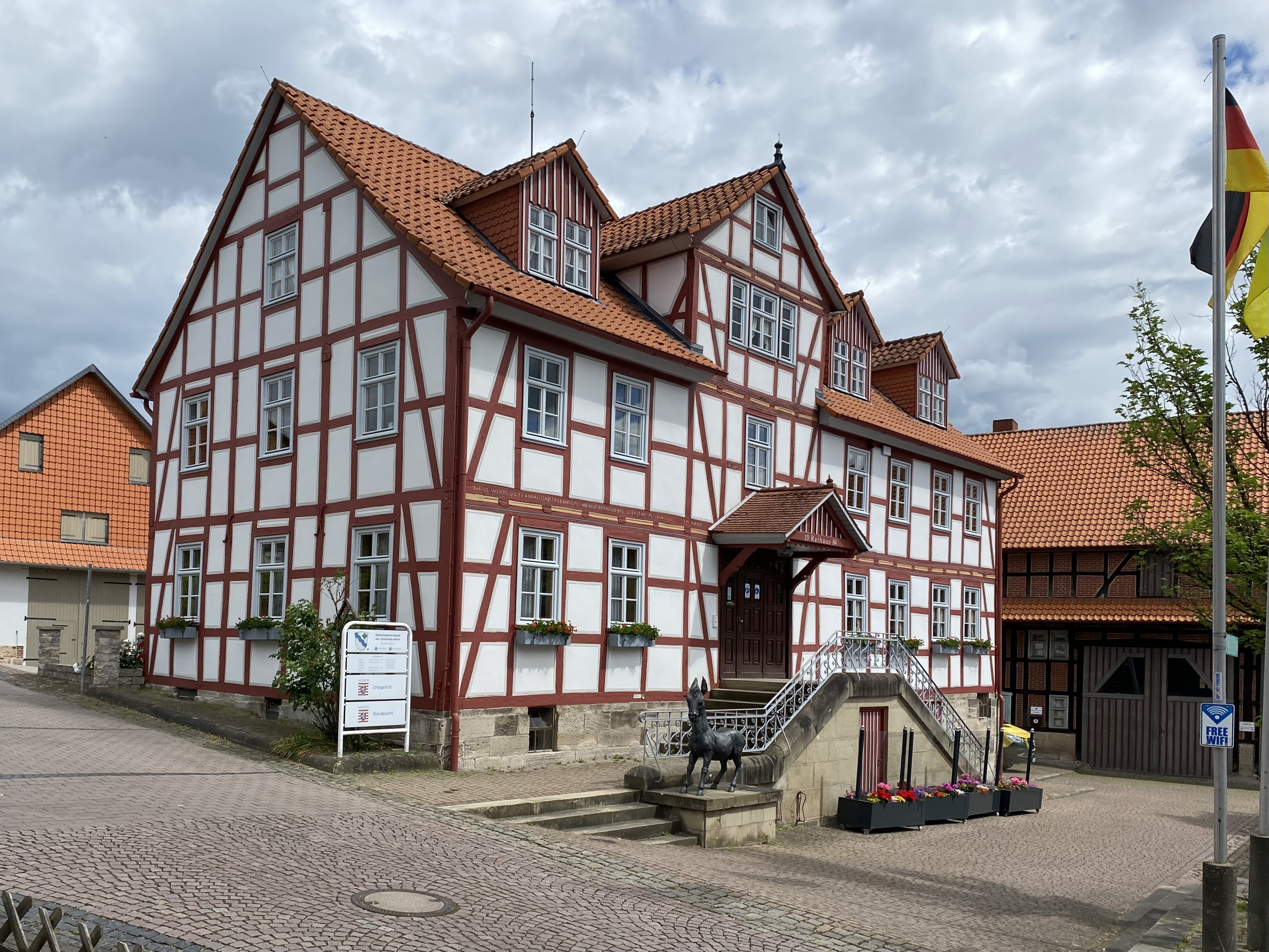
Rathaus Körle

Nach der hessischen Kommunalverfassung wird der Bürgermeister für eine sechsjährige Amtszeit gewählt, seit dem Jahr 1993 in einer Direktwahl, und ist Vorsitzender des Gemeindevorstands, dem in der Gemeinde Körle neben dem Bürgermeister ehrenamtlich ein Erster Beigeordneter und fünf weitere Beigeordnete angehören. Bürgermeister ist seit dem 1. Februar 2000 Mario Gerhold (SPD). Er wurde als Nachfolger von Fritz Ochs (SPD), der nach fünf Amtszeiten nicht mehr kandidiert hatte, am 29. August 1999 im ersten Wahlgang bei 80,8 Prozent Wahlbeteiligung mit 67,1 Prozent der Stimmen gewählt. Es folgten vier Wiederwahlen, jeweils ohne Gegenkandidaten, zuletzt im Oktober 2023.
Amtszeiten der Bürgermeister
- 2000–2030 Mario Gerhold (SPD)[19]
- 1970–2000 Fritz Ochs (SPD) (1935–2013)[22]

### Wappen
Blasonierung: „In Silber über einem schrägrechten blauen Wellenbalken ein grünes, vierblättriges Kleeblatt.“

### Partnerschaft
Die Gemeinde Körle unterhält seit 1991 partnerschaftliche Beziehungen zu Floh-Seligenthal im Landkreis Schmalkalden-Meiningen.

## Wirtschaft und Infrastruktur

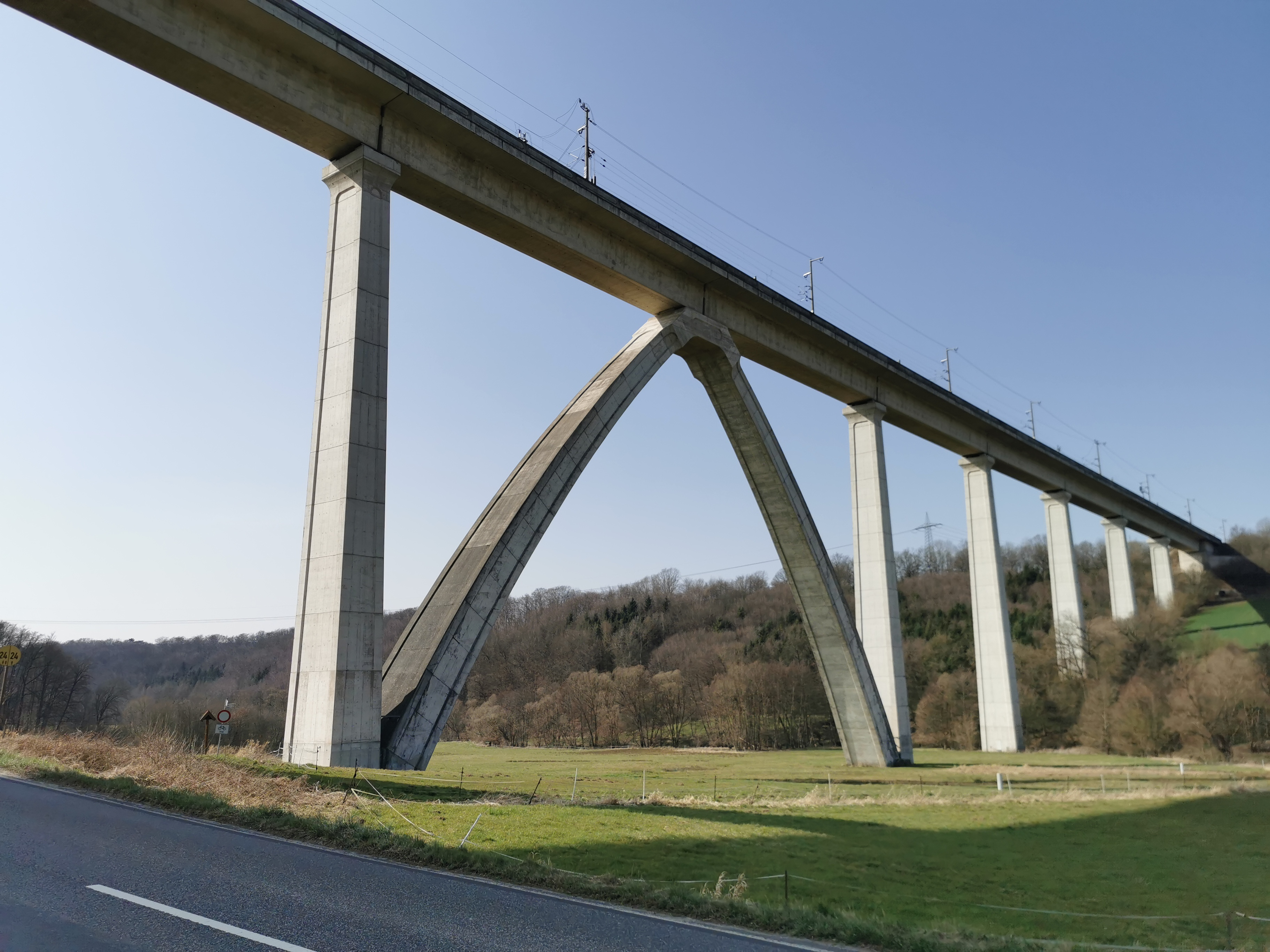
Die Mülmischtalbrücke der Schnellfahrstrecke Hannover-Würzburg bei Körle

### Verkehr
Körle liegt an der Bahnstrecke Bebra–Baunatal-Guntershausen. Im Dorf befindet sich ein Haltepunkt, an dem die Züge der RegioTram Kassel halten, mit der die Kasseler Innenstadt und der Bahnhof Kassel-Wilhelmshöhe in zirka 20 Minuten erreichbar sind.
| Linie | Verlauf | Takt                                       |
| ----- | --- | ------------------------------------------ |
| RT5   | Melsungen – Melsungen Bartenwetzerbrücke – Melsungen-Schwarzenberg – Melsungen-Röhrenfurth – Körle – Guxhagen – Baunatal-Guntershausen – Baunatal-Rengershausen – Kassel-Oberzwehren – Kassel-Wilhelmshöhe – Kassel Hbf (tief) – Scheidemannplatz – Wilhelmsstraße/Stadtmuseum – Rathaus/Fünffensterstraße – Am Weinberg – Heinrich-Heine-Straße/Universität – Auestadion Stand: Fahrplanwechsel Dezember 2023 | 30 min (werktags) 60 min (sonn-/feiertags) |

Die Schnellfahrstrecke Hannover–Würzburg, mit dem Betriebsbahnhof Körle Ost, führt ohne planmäßige Verkehrshalte durch das Gemeindegebiet.
Körle liegt an der Bundesstraße 83 wenige Kilometer südöstlich der Anschlussstelle Guxhagen der Bundesautobahn 7.
Durch das Gemeindegebiet führen folgende Wander- und Radwanderwege:
- Der Körler Steig führt als 25 km langer Rundwanderweg durch und rund um Körle. Dort beginnend verläuft er durch Empfershausen, dann nördlich vorbei an Körle und dem Rande von Guxhagen bei zweimaligem Überqueren der Fulda bei Büchenwerra und Lobenhausen zurück nach Körle.
- Der Hessische Radfernweg R1 (Fulda-Radweg) führt über 250 km von den Höhen der Rhön entlang der Fulda bis Bad Karlshafen an der Weser.
- Die 1.197 km lange D-Route 9 (Weser-Romantische Straße) führt von der Nordsee durch Bremen, Kassel, Fulda und das Taubertal nach Füssen im Allgäu.

### Bildung und Kinderbetreuung
Die Gemeinde Körle verfügt über mehrere Kinder-Betreuungseinrichtungen:
- Die U3-Kindertagesstätte „Pusteblümchen“. Sie bietet Platz zur Betreuung von bis zu 24 Kindern vom vollendeten ersten bis zum vollendeten dritten Lebensjahr.[23]
- Die Kindertagesstätte Pfiffikus ist eine altersübergreifende Bildungseinrichtung mit Mittagsversorgung und einer ganzjährigen Waldgruppe, wo insgesamt bis zu 130 Kinder im Alter von zwei Jahren bis zum Ende der Grundschulzeit betreut werden können.

Darüber hinaus gibt es eine Grundschule. Unterrichtet werden dort ca. 100 Kinder vom ersten bis vierten Schuljahr.

## Persönlichkeiten
- Wilhelm Pfeiffer (1904–1993), Heimatdichter
- Gerhard Wilke (* 1948), deutsch-britischer Ethnologe, Gruppenanalytiker, Organisationsberater und Publizist